# Bursadopsis
Bursadopsis là một chi bướm đêm thuộc họ Geometridae.

## Các loài
- Bursadopsis praeflavata Warren, 1899